# اولد العباس (أهل أنكاد)
اولد العباس هي إحدى مشيخات المملكة المغربية، تتبع جغرافيا لعمالة وجدة أنكاد وإداريًا لأهل أنكاد. يقدر عدد سكانها بـ 2840 نسمة حسب الإحصاء الرسمي للسكان والسكنى لسنة 2004.